# Valorant Champions Tour 2025: Masters Bangkok
Valorant Champions Tour 2025 (VCT): Masters Bangkok, là một giải đấu quốc tế được tổ chức bởi Riot Games  cho bộ môn thể thao điện tử Valorant,  và là một phần của Valorant Champions Tour mùa giải 2025. Giải đấu diễn ra từ ngày 20 tháng 2 đến ngày 2 tháng 3 năm 2025 tại Băng Cốc, Thái Lan.
Trước trận chung kết, một trận đấu biểu diễn đã diễn ra giữa đội chủ nhà Thái Lan và đội Quốc tế để giới thiệu đặc vụ mới Waylay. Cả hai đội đều có Waylay (TenZ của đội Quốc tế và primmie của đội Thái Lan) trong đội hình của họ. Trong trận đấu đó, đội Thái Lan đã đánh bại đội Quốc tế với tỷ số 13-9.
T1 đến từ khu vực Thái Bình Dương đã đánh bại G2 Esports của khu vực Châu Mỹ trong loạt BO5 của trận chung kết tổng với tỷ số 3–2, để trở thành nhà vô địch của giải đấu.

## Địa điểm
Băng Cốc là thành phố được chọn để đăng cai tổ chức giải đấu. Tất cả các trận đấu được thi đấu tại UOB Live.
| Băng Cốc, Thái Lan |
| ------------------ |
| UOB Live           |
| Băng Cốc           |

## Các đội tham dự
2 đội đứng đầu giải đấu Kickoff 2025 các khu vực EMEA, khu vực châu Mỹ, khu vực Thái Bình Dương và khu vực Trung Quốc đều đủ điều kiện tham gia Masters Bangkok, tổng cộng 8 đội.
| Khu vực         | Khu vực         | Đội           | ID  | Điều kiện tham gia                   |
| --------------- | --------------- | ------------- | --- | ------------------------------------ |
| EMEA            | EMEA            | Team Vitality | VIT | Hạt giống #1 Kickoff EMEA            |
| EMEA            | EMEA            | Team Liquid   | TL  | Hạt giống #2 Kickoff EMEA            |
| Châu Mỹ         | Châu Mỹ         | G2 Esports    | G2  | Hạt giống #1 Kickoff Châu Mỹ         |
| Châu Mỹ         | Châu Mỹ         | Sentinels     | SEN | Hạt giống #2 Kickoff Châu Mỹ         |
| Thái Bình Dương | Thái Bình Dương | DRX           | DRX | Hạt giống #1 Kickoff Thái Bình Dương |
| Thái Bình Dương | Thái Bình Dương | T1            | T1  | Hạt giống #2 Kickoff Thái Bình Dương |
| Trung Quốc      | Trung Quốc      | EDward Gaming | EDG | Hạt giống #1 Kickoff Trung Quốc      |
| Trung Quốc      | Trung Quốc      | Trace Esports | TE  | Hạt giống #2 Kickoff Trung Quốc      |

## Thể thức thi đấu

### Vòng bảng
- 8 đội sẽ thi đấu vòng bảng theo thể thức Thụy Sĩ (Swiss).
- Để lọt vào vòng loại trực tiếp, các đội cần giành được 2 trận thắng. Ngược lại, các đội sẽ bị loại khi để thua 2 trận.
- Tất cả các trận đấu sẽ thi đấu theo thể thức Bo3.
- Trước vòng đấu đầu tiên, các đội tham dự sẽ được bốc thăm chia thành 4 cặp trận theo cách thức:
  - Các đội hạt giống số 1 sẽ đối đầu với các đội hạt giống số 2.
  - 2 đội cùng khu vực sẽ không đối đầu trong cùng một trận đấu.
- Trong các vòng đấu tiếp theo sẽ có tổng cộng 2 cuộc bốc thăm để xác định các cặp trận. Và từ đây trở đi, các đội cùng khu vực và có cùng thành tích thắng-thua có thể đối đầu với nhau.
- Sau 3 vòng đấu, 4 đội có thành tích tốt nhất sẽ lọt vào Vòng loại trực tiếp.

### Vòng loại trực tiếp
- 4 đội có thành tích tốt nhất vòng bảng, bao gồm 2 đội có thành tích 2-0 và 2 đội có thành tích 2-1, sẽ thi đấu vòng loại trực tiếp theo thể thức nhánh thắng nhánh thua.
- Đội có thành tích 2-0 sẽ được xếp thi đấu ngẫu nhiên với đội có thành tích 2-1 ở Bán kết nhánh thắng.
- Tất cả các trận đấu sẽ thi đấu theo thể thức Bo3, ngoại trừ Chung kết nhánh thua và Chung kết tổng sẽ thi đấu theo thể thức Bo5.

## Vòng bảng
|  |               |               |           |           |              |               |               |               |               |               |              |              |            |            |            |     |     |     |
|  |               |               |           |           |              |               |               |               |               |               | 2-0          | 2-0          | 2-0        |            |            | 2-1 | 2-1 | 2-1 |
|  |               |               |           |           |              |               |               |               |               |               | 2-0          | 2-0          | 2-0        |            |            | 2-1 | 2-1 | 2-1 |
|  |               |               |           |           | Vào playoffs | Vào playoffs  | Vào playoffs  |               |               | Vào playoffs  | Vào playoffs | Vào playoffs |            |            |            |     |     |     |
|  |               |               |           |           | Vào playoffs | Vào playoffs  | Vào playoffs  |               |               | Vào playoffs  | Vào playoffs | Vào playoffs |            |            |            |     |     |     |
|  |               |               | 1-0       | 1-0       | 1-0          |               |               | Team Vitality | Team Vitality | Team Vitality |              |              | T1         | T1         | T1         |     |     |     |
|  |               |               | 1-0       | 1-0       | 1-0          |               |               | Team Vitality | Team Vitality | Team Vitality |              |              | T1         | T1         | T1         |     |     |     |
|  |               |               | DRX       | DRX       | 1            |               |               | EDward Gaming | EDward Gaming | EDward Gaming |              |              | G2 Esports | G2 Esports | G2 Esports |     |     |     |
|  |               |               | DRX       | DRX       | 1            |               |               | EDward Gaming | EDward Gaming | EDward Gaming |              |              | G2 Esports | G2 Esports | G2 Esports |     |     |     |
|  | 0-0           | 0-0           | 0-0       |           |              | Team Vitality | Team Vitality | 2             |               |               |              |              |            |            |            |     |     |     |
|  | 0-0           | 0-0           | 0-0       |           |              | Team Vitality | Team Vitality | 2             |               |               |              |              |            |            |            |     |     |     |
|  | EDward Gaming | EDward Gaming | 2         |           |              | EDward Gaming | EDward Gaming | 2             |               |               |              |              |            |            |            |     |     |     |
|  | EDward Gaming | EDward Gaming | 2         |           |              | EDward Gaming | EDward Gaming | 2             |               |               |              |              |            |            |            |     |     |     |
|  | Team Liquid   | Team Liquid   | 0         |           |              | G2 Esports    | G2 Esports    | 1             |               |               | 1-1          | 1-1          | 1-1        |            |            |     |     |     |
|  | Team Liquid   | Team Liquid   | 0         |           |              | G2 Esports    | G2 Esports    | 1             |               |               | 1-1          | 1-1          | 1-1        |            |            |     |     |     |
|  | DRX           | DRX           | 2         |           |              |               |               |               |               |               | T1           | T1           | 2          |            |            |     |     |     |
|  | DRX           | DRX           | 2         |           |              |               |               |               |               |               | T1           | T1           | 2          |            |            |     |     |     |
|  | Sentinels     | Sentinels     | 0         |           |              |               |               | DRX           | DRX           | 0             |              |              |            |            |            |     |     |     |
|  | Sentinels     | Sentinels     | 0         |           |              |               |               |               | DRX           | 0             |              |              |            |            |            |     |     |     |
|  | Team Vitality | Team Vitality | 2         |           |              |               |               | G2 Esports    | G2 Esports    | 2             |              |              |            |            |            |     |     |     |
|  | Team Vitality | Team Vitality | 2         |           |              |               |               |               | G2 Esports    | 2             |              |              |            |            |            |     |     |     |
|  | T1            | T1            | 0         |           |              | 0-1           | 0-1           | 0-1           |               |               | Team Liquid  | Team Liquid  | 0          |            |            |     |     |     |
|  | T1            | T1            | 0         |           |              | 0-1           | 0-1           | 0-1           |               |               | Team Liquid  | Team Liquid  | 0          |            |            |     |     |     |
|  | G2 Esports    | G2 Esports    | 2         |           |              | T1            | T1            | 2             |               |               |              |              |            |            |            |     |     |     |
|  | G2 Esports    | G2 Esports    | 2         |           |              | T1            | T1            | 2             |               |               |              |              |            |            |            |     |     |     |
|  | Trace Esports | Trace Esports | 0         |           |              | Trace Esports | Trace Esports | 0             |               |               |              |              |            |            |            |     |     |     |
|  | Trace Esports | Trace Esports | 0         |           |              | Trace Esports | Trace Esports | 0             |               |               |              |              |            |            |            |     |     |     |
|  |               |               |           |           |              | Team Liquid   | Team Liquid   | 2             |               |               | 0-2          | 0-2          | 0-2        |            |            | 1-2 | 1-2 | 1-2 |
|  |               |               |           |           |              | Team Liquid   | Team Liquid   | 2             |               |               | 0-2          | 0-2          | 0-2        |            |            | 1-2 | 1-2 | 1-2 |
|  |               |               | Sentinels | Sentinels | 1            |               |               | Bị loại       | Bị loại       | Bị loại       |              |              | Bị loại    | Bị loại    | Bị loại    |     |     |     |
|  |               |               | Sentinels | Sentinels | 1            |               |               | Bị loại       | Bị loại       | Bị loại       |              |              | Bị loại    | Bị loại    | Bị loại    |     |     |     |
|  |               |               |           |           |              |               |               | Trace Esports | Trace Esports | Trace Esports |              |              | DRX        | DRX        | DRX        |     |     |     |
|  |               |               |           |           |              |               |               |               | Trace Esports | Trace Esports |              |              | DRX        | DRX        | DRX        |     |     |     |
|  |               |               | Sentinels | Sentinels | Sentinels    |               |               | Team Liquid   | Team Liquid   | Team Liquid   |              |              |            |            |            |     |     |     |
|  |               |               |           | Sentinels | Sentinels    |               |               | Team Liquid   | Team Liquid   | Team Liquid   |              |              |            |            |            |     |     |     |

Nguồn: Valorant Esports

### Kết quả chi tiết
Ghi chú : Thời gian diễn ra các trận đấu được tính theo giờ Việt Nam (UTC+7).

#### Vòng 0-0
| Trận 1 | 20/02 | EDward Gaming | 2        | –        | 0        | Team Liquid | Băng Cốc, Thái Lan |  |
|        | 17:00 | Chi tiết      | Chi tiết | Chi tiết | Chi tiết | Chi tiết    | UOB Live           |  |
|        |       | 18            | Split    | Split    | Split    | 16          |                    |  |
|        |       | 13            | Pearl    | Pearl    | Pearl    | 6           |                    |  |
|        |       |               | Bind     |          |          |             |                    |  |

| Trận 2 | 20/02 | DRX      | 2        | –        | 0        | Sentinels | Băng Cốc, Thái Lan |  |
|        | 20:00 | Chi tiết | Chi tiết | Chi tiết | Chi tiết | Chi tiết  | UOB Live           |  |
|        |       | 13       | Lotus    | Lotus    | Lotus    | 3         |                    |  |
|        |       | 13       | Haven    | Haven    | Haven    | 10        |                    |  |
|        |       |          | Abyss    |          |          |           |                    |  |

| Trận 3 | 21/02 | Team Vitality | 2        | –        | 0        | T1       | Băng Cốc, Thái Lan |  |
|        | 17:00 | Chi tiết      | Chi tiết | Chi tiết | Chi tiết | Chi tiết | UOB Live           |  |
|        |       | 13            | Fracture | Fracture | Fracture | 10       |                    |  |
|        |       | 13            | Bind     | Bind     | Bind     | 9        |                    |  |
|        |       |               | Split    |          |          |          |                    |  |

| Trận 4 | 21/02 | G2 Esports | 2        | –        | 0        | Trace Esports | Băng Cốc, Thái Lan |  |
|        | 20:00 | Chi tiết   | Chi tiết | Chi tiết | Chi tiết | Chi tiết      | UOB Live           |  |
|        |       | 13         | Lotus    | Lotus    | Lotus    | 8             |                    |  |
|        |       | 13         | Abyss    | Abyss    | Abyss    | 3             |                    |  |
|        |       |            | Pearl    |          |          |               |                    |  |

#### Vòng 1-0
| Trận 1 | 22/02 | DRX      | 1        | –        | 2        | Team Vitality | Băng Cốc, Thái Lan |  |
|        | 17:00 | Chi tiết | Chi tiết | Chi tiết | Chi tiết | Chi tiết      | UOB Live           |  |
|        |       | 8        | Bind     | Bind     | Bind     | 13            |                    |  |
|        |       | 13       | Abyss    | Abyss    | Abyss    | 11            |                    |  |
|        |       | 11       | Split    | Split    | Split    | 13            |                    |  |

| Trận 2 | 22/02 | EDward Gaming | 2        | –        | 1        | G2 Esports | Băng Cốc, Thái Lan |  |
|        | 20:00 | Chi tiết      | Chi tiết | Chi tiết | Chi tiết | Chi tiết   | UOB Live           |  |
|        |       | 16            | Pearl    | Pearl    | Pearl    | 18         |                    |  |
|        |       | 13            | Bind     | Bind     | Bind     | 8          |                    |  |
|        |       | 13            | Fracture | Fracture | Fracture | 4          |                    |  |

#### Vòng 0-1
| Trận 1 | 23/02 | T1       | 2        | –        | 0        | Trace Esports | Băng Cốc, Thái Lan |  |
|        | 17:00 | Chi tiết | Chi tiết | Chi tiết | Chi tiết | Chi tiết      | UOB Live           |  |
|        |       | 13       | Lotus    | Lotus    | Lotus    | 3             |                    |  |
|        |       | 13       | Haven    | Haven    | Haven    | 8             |                    |  |
|        |       |          | Split    |          |          |               |                    |  |

| Trận 2 | 23/02 | Team Liquid | 2        | –        | 1        | Sentinels | Băng Cốc, Thái Lan |  |
|        | 19:00 | Chi tiết    | Chi tiết | Chi tiết | Chi tiết | Chi tiết  | UOB Live           |  |
|        |       | 7           | Lotus    | Lotus    | Lotus    | 13        |                    |  |
|        |       | 16          | Abyss    | Abyss    | Abyss    | 14        |                    |  |
|        |       | 13          | Bind     | Bind     | Bind     | 1         |                    |  |

#### Vòng 1-1
| Trận 1 | 24/02 | T1       | 2        | –        | 0        | DRX      | Băng Cốc, Thái Lan |  |
|        | 17:00 | Chi tiết | Chi tiết | Chi tiết | Chi tiết | Chi tiết | UOB Live           |  |
|        |       | 13       | Fracture | Fracture | Fracture | 11       |                    |  |
|        |       | 13       | Bind     | Bind     | Bind     | 4        |                    |  |
|        |       |          | Haven    |          |          |          |                    |  |

| Trận 2 | 24/02 | G2 Esports | 2        | –        | 0        | Team Liquid | Băng Cốc, Thái Lan |  |
|        | 19:00 | Chi tiết   | Chi tiết | Chi tiết | Chi tiết | Chi tiết    | UOB Live           |  |
|        |       | 13         | Haven    | Haven    | Haven    | 5           |                    |  |
|        |       | 13         | Lotus    | Lotus    | Lotus    | 7           |                    |  |
|        |       |            | Abyss    |          |          |             |                    |  |

Nguồn: Valorant Esports

## Vòng loại trực tiếp
|  |                     |                     |                     |               |               |                       |                       |                       |                      |                      |                |                |                |
|  | Bán kết nhánh thắng | Bán kết nhánh thắng | Bán kết nhánh thắng |               |               | Chung kết nhánh thắng | Chung kết nhánh thắng | Chung kết nhánh thắng |                      |                      | Chung kết tổng | Chung kết tổng | Chung kết tổng |
|  | Bán kết nhánh thắng | Bán kết nhánh thắng | Bán kết nhánh thắng |               |               | Chung kết nhánh thắng | Chung kết nhánh thắng | Chung kết nhánh thắng |                      |                      | Chung kết tổng | Chung kết tổng | Chung kết tổng |
|  |                     |                     |                     |               |               |                       |                       |                       |                      |                      |                |                |                |
|  |                     |                     |                     |               |               |                       |                       |                       |                      |                      |                |                |                |
|  | EDward Gaming       | EDward Gaming       | 2                   |               |               |                       |                       |                       |                      |                      |                |                |                |
|  | EDward Gaming       | EDward Gaming       | 2                   |               |               |                       |                       |                       |                      |                      |                |                |                |
|  | T1                  | T1                  | 1                   |               |               |                       |                       |                       |                      |                      |                |                |                |
|  | T1                  | T1                  | 1                   |               |               |                       |                       |                       |                      |                      |                |                |                |
|  |                     |                     |                     | EDward Gaming | EDward Gaming | 0                     |                       |                       |                      |                      |                |                |                |
|  |                     |                     |                     | EDward Gaming | EDward Gaming | 0                     |                       |                       |                      |                      |                |                |                |
|  |                     |                     | G2 Esports          | G2 Esports    | 2             |                       |                       |                       |                      |                      |                |                |                |
|  |                     |                     |                     | G2 Esports    | 2             |                       |                       |                       |                      |                      |                |                |                |
|  | Team Vitality       | Team Vitality       | 0                   |               |               |                       |                       |                       |                      |                      |                |                |                |
|  | Team Vitality       | Team Vitality       | 0                   |               |               |                       |                       |                       |                      |                      |                |                |                |
|  | G2 Esports          | G2 Esports          | 2                   |               |               |                       |                       |                       |                      |                      |                |                |                |
|  | G2 Esports          | G2 Esports          | 2                   |               |               | G2 Esports            | G2 Esports            | 2                     |                      |                      |                |                |                |
|  |                     |                     |                     |               |               |                       |                       |                       |                      |                      |                |                |                |
|  |                     |                     | T1                  | T1            | 3             |                       |                       |                       |                      |                      |                |                |                |
|  | Bán kết nhánh thua  | Bán kết nhánh thua  | Bán kết nhánh thua  | T1            | 3             |                       |                       | Chung kết nhánh thua  | Chung kết nhánh thua | Chung kết nhánh thua |                |                |                |
|  | Bán kết nhánh thua  | Bán kết nhánh thua  | Bán kết nhánh thua  |               |               |                       |                       | Chung kết nhánh thua  | Chung kết nhánh thua | Chung kết nhánh thua |                |                |                |
|  |                     |                     |                     |               |               |                       |                       |                       |                      |                      |                |                |                |
|  |                     |                     |                     |               |               |                       |                       |                       |                      |                      |                |                |                |
|  | T1                  | T1                  | 2                   | EDward Gaming | EDward Gaming | 1                     |                       |                       |                      |                      |                |                |                |
|  | T1                  | T1                  | 2                   | EDward Gaming | EDward Gaming | 1                     |                       |                       |                      |                      |                |                |                |
|  | Team Vitality       | Team Vitality       | 1                   |               |               | T1                    | T1                    | 3                     |                      |                      |                |                |                |
|  | Team Vitality       | Team Vitality       | 1                   |               |               | T1                    | T1                    | 3                     |                      |                      |                |                |                |

Nguồn: Valorant Esports

### Kết quả chi tiết
Ghi chú : Thời gian diễn ra các trận đấu được tính theo giờ Việt Nam (UTC+7).

#### Bán kết nhánh thắng
| Trận 1 | 27/02 | EDward Gaming | 2        | –        | 1        | T1       | Băng Cốc, Thái Lan |  |
|        | 17:00 | Chi tiết      | Chi tiết | Chi tiết | Chi tiết | Chi tiết | UOB Live           |  |
|        |       | 13            | Split    | Split    | Split    | 7        |                    |  |
|        |       | 6             | Bind     | Bind     | Bind     | 13       |                    |  |
|        |       | 13            | Pearl    | Pearl    | Pearl    | 11       |                    |  |

| Trận 2 | 27/02 | Team Vitality | 0        | –        | 2        | G2 Esports | Băng Cốc, Thái Lan |  |
|        | 20:00 | Chi tiết      | Chi tiết | Chi tiết | Chi tiết | Chi tiết   | UOB Live           |  |
|        |       | 13            | Bind     | Bind     | Bind     | 15         |                    |  |
|        |       | 9             | Lotus    | Lotus    | Lotus    | 13         |                    |  |
|        |       |               | Haven    |          |          |            |                    |  |

#### Bán kết nhánh thua
|  | 28/02 | T1       | 2        | –        | 1        | Team Vitality | Băng Cốc, Thái Lan |  |
|  | 19:00 | Chi tiết | Chi tiết | Chi tiết | Chi tiết | Chi tiết      | UOB Live           |  |
|  |       | 12       | Lotus    | Lotus    | Lotus    | 14            |                    |  |
|  |       | 13       | Haven    | Haven    | Haven    | 4             |                    |  |
|  |       | 13       | Split    | Split    | Split    | 5             |                    |  |

#### Chung kết nhánh thắng
|  | 28/02 | EDward Gaming | 0        | –        | 2        | G2 Esports | Băng Cốc, Thái Lan |  |
|  | 17:00 | Chi tiết      | Chi tiết | Chi tiết | Chi tiết | Chi tiết   | UOB Live           |  |
|  |       | 8             | Lotus    | Lotus    | Lotus    | 13         |                    |  |
|  |       | 7             | Split    | Split    | Split    | 13         |                    |  |
|  |       |               | Bind     |          |          |            |                    |  |

#### Chung kết nhánh thua
|  | 01/03 | EDward Gaming | 1        | –        | 3        | T1       | Băng Cốc, Thái Lan |  |
|  | 17:00 | Chi tiết      | Chi tiết | Chi tiết | Chi tiết | Chi tiết | UOB Live           |  |
|  |       | 4             | Bind     | Bind     | Bind     | 13       |                    |  |
|  |       | 10            | Haven    | Haven    | Haven    | 13       |                    |  |
|  |       | 14            | Fracture | Fracture | Fracture | 12       |                    |  |
|  |       | 5             | Split    | Split    | Split    | 13       |                    |  |
|  |       |               | Pearl    |          |          |          |                    |  |

#### Chung kết tổng
|  | 02/03 | G2 Esports | 2        | –        | 3        | T1       | Băng Cốc, Thái Lan |  |
|  | 18:00 | Chi tiết   | Chi tiết | Chi tiết | Chi tiết | Chi tiết | UOB Live           |  |
|  |       | 13         | Lotus    | Lotus    | Lotus    | 5        |                    |  |
|  |       | 9          | Haven    | Haven    | Haven    | 13       |                    |  |
|  |       | 13         | Abyss    | Abyss    | Abyss    | 11       |                    |  |
|  |       | 13         | Split    | Split    | Split    | 15       |                    |  |
|  |       | 14         | Pearl    | Pearl    | Pearl    | 16       |                    |  |

Nguồn: Valorant Esports

## Thứ hạng
| Thứ hạng | Đội           | Tiền thưởng (USD) | ĐĐG |
| -------- | ------------- | ----------------- | --- |
| 1        | T1            | $250,000          | 5   |
| 2        | G2 Esports    | $100,000          | 3   |
| 3        | EDward Gaming | $65,000           | 2   |
| 4        | Team Vitality | $35,000           | 1   |
| 5-6      | Team Liquid   | $15,000           |     |
| 5-6      | DRX           | $15,000           |     |
| 7-8      | Sentinels     | $10,000           |     |
| 7-8      | Trace Esports | $10,000           |     |